# Панов, Иван Митрофанович
Иван Митрофанович Панов (24 ноября 1927, с. Данково Лево-Россошанской волости Коротоякского уезда Воронежской губернии — май 2006) — советский военный журналист, главный редактор газеты «Красная звезда» (1985—1992), генерал-лейтенант.

## Биография
Участник Великой Отечественной войны. В 1944 году был призван в ВМФ СССР. Служил матросом на Черноморском флоте.
В 1951 году окончил Ленинградское военно-морское политическое училище им. А. А. Жданова. В звании лейтенанта был назначен редактором корабельной газеты на крейсере «Свердлов» Балтийского флота.
С 1960 года работал в газете «Красная звезда». Окончил заочный факультет Военно-политической академии им. В. И. Ленина. Прошёл все ступени редакционной работы: от корреспондента, автора передовиц, позже заместителя, редактора отдела боевой подготовки Военном-Морского Флота, первого заместителя и главного редактора.
Проявил себя энергичным организатором, глубоким аналитиком. 
В 1982 году был назначен первым заместителем главного редактора, а с июля 1985 по март 1992 года был главным редактором центральной военной газеты СССР.
Журналистское сообщество избирало И. М. Панова своим секретарём, делегировало представителем на  Съезд народных депутатов СССР (1989—1991).
Один из авторов второго сборника «Полководцы и военачальники Великой Отечественной» серии «Жизнь замечательных людей» (1979).